# 捫蝨新話
《扪虱新话》，初名《窗间纪闻》，凡两集八卷，二百条。宋朝罗源陈善著。
扪虱是指捉蝨子。成语“扪虱而谈”，典出《晋书·王猛传》。該書頗有见地，内容“贯穿经史百氏之说”，以诗文为多，以韩愈、杜甫為主。陈善之論詩讲“韵胜”和“格高”。他认为陶渊明诗“颇似枯淡，久久有味”，是典范之作。陳善還提出“读书出入法”，所謂”读书须知出入法。始当求所以入，终当求所以出。见得亲切，此是入书法；用得透脱，此是出书法。”要世人读活书，不读死书。《四库全书总目提要》称其书“考论经史诗文，兼及杂事，别类分门，颇为冗琐，诗论尤多舛驳。”绍兴二十三年春，陈善回到家乡罗源，杜门著书。绍兴二十七年（1157年）成書，嘱咐學生陳益說：“吾书之出，恐未免有覆瓿之诮”。早期僅以手抄本形式流傳。陈善著述甚多，多散失，其学生将手稿整理面世。不分卷本、八卷本、十五卷本之别。